# ベロウン - ラコヴニーク線
ベロウン～ラコヴニーク線（チェコ語: Železniční trať Beroun–Rakovník）は、チェコ国鉄の鉄道線の名称である。路線番号は174。
1876年、ラコヴニーク・プロチヴィーン鉄道の路線として開業した。チェコ西部の、南北連絡を担っている路線である。

## 運行形態

### 特急「リフリーク(R)」
- ラコヴニツキー・リフリーク号：　プラハ - ベロウン - ラコヴニーク　【春・夏の休日運行】
季節限定での運行。ベロウン以西171号線に直通する。
2024年度に限り、西行がザーヴォヂー停車で、ザーヴォヂー以西173号線から直通していた。

- ラコヴニツキー・リフリーク号：　ベロウン - ラコヴニーク　【夏の休日運行】
季節限定での運行。夏の休日限定で、一日1往復が運行する。
2025年度運行開始予定。

- 過去の運行系統

### 普通
平日は一日16往復、休日は一日11往復（春・夏は13往復）が運行する。大部分が線内のみの運行であるが、西行の一日片道2本のみ、161号線のラコヴニーク西駅まで乗り入れる。
2023年度以前は、一日1往復がラコヴニーク西駅に直通していた。

### 臨時列車
- クルジヴォクラート・エクスプレス号 (特急) 
蒸気機関車。年8日のみ、プラハ市内 - ベロウン - ラコヴニーク - ルジナー間に一日1往復運行する。ベロウン以東は171号線に、ラコヴニーク以北は120号線に直通する。174号線内は、途中クルジヴォクラートのみに停車する。
2017年は、年5日の運行で、うち1日はラコヴニーク止まりであった。2018年は、ルジナーまで年5日の運行であった。

- 蒸気機関車 (普通、春季) 
年2日のみ、プラハ・スミーホフ → ベロウン → ラコヴニーク → ルジナー間に一日片道1本運行する。ベロウン以東は171号線から、ラコヴニーク以北は120号線に直通する。174号線内は、途中クルジヴォクラートのみに停車する。2018年運行。

- 蒸気機関車 (普通、夏季) 
年2日のみ、ベロウン - ラコヴニーク - ルジナー間に一日1往復運行する。ラコヴニーク以北は120号線に直通する。ほぼ各駅に停車するが、ザーヴォヂー、ウーイェズド、プストヴェティ、フルムの4駅は通過する。
2017年以前は、特急同様、クルジヴォクラート・エクスプレス号の愛称がつけられていた。

## 駅一覧
以下では、チェコ国鉄174号線の駅と営業キロ、停車列車、接続路線などを一覧表で示す。なお、全て各駅停車である。
- 種別
  - R：特急「リフリーク」
  - Os：普通
- 停車駅
  - ■印：全列車停車
  - ●印：一部通過
  - ○印：一部停車
  - ｜印：全列車通過

| 路線名 | 駅名                                       | 駅間営業キロ | 累計営業キロ | R  | Os | 接続路線                           | 所在地         | 所在地         |
| ------ | ------------------------------------------ | ------------ | ------------ | -- | -- | ---------------------------------- | -------------- | -------------- |
| 174    | ベロウン駅                                 | -            | 0.0          | ■  | ■  | 170号線、171号線                   | 中央ボヘミア州 | ベロウン郡     |
| 174    | ベロウン・ザーヴォヂー駅                   | 1.3          | 1.3          | ｜ | ■  | 173号線（プラハ方面）              | 中央ボヘミア州 | ベロウン郡     |
| 174    | ヒースコフ駅                               | 4.4          | 5.7          | ｜ | ■  |                                    | 中央ボヘミア州 | ベロウン郡     |
| 174    | ニジボル駅                                 | 3.8          | 9.5          | ■  | ■  |                                    | 中央ボヘミア州 | ベロウン郡     |
| 174    | ジロウコヴィツェ駅                         | 3.6          | 13.1         | ｜ | ■  |                                    | 中央ボヘミア州 | ベロウン郡     |
| 174    | ラチツェ・ナド・ベロウンコウ駅             | 2.7          | 15.8         | ｜ | ■  |                                    | 中央ボヘミア州 | ラコヴニーク郡 |
| 174    | ズベチノ駅                                 | 2.5          | 18.3         | ■  | ■  |                                    | 中央ボヘミア州 | ラコヴニーク郡 |
| 174    | ウーイェズド・ナド・ズベチネム駅           | 3.0          | 21.3         | ｜ | ■  |                                    | 中央ボヘミア州 | ラコヴニーク郡 |
| 174    | ロズトキ・ウ・クルジヴォクラートゥ駅       | 5.0          | 26.3         | ■  | ■  |                                    | 中央ボヘミア州 | ラコヴニーク郡 |
| 174    | クルジヴォクラート駅                       | 1.9          | 28.2         | ■  | ■  |                                    | 中央ボヘミア州 | ラコヴニーク郡 |
| 174    | ムニェステチコ・ウ・クルジヴォクラートゥ駅 | 1.7          | 29.9         | ｜ | ■  |                                    | 中央ボヘミア州 | ラコヴニーク郡 |
| 174    | プストヴェティ駅                           | 3.6          | 33.5         | ｜ | ■  |                                    | 中央ボヘミア州 | ラコヴニーク郡 |
| 174    | ラショヴィツェ駅                           | 2.3          | 35.8         | ｜ | ■  |                                    | 中央ボヘミア州 | ラコヴニーク郡 |
| 174    | フルム・ウ・ラコヴニーカ駅                 | 2.3          | 38.1         | ｜ | ■  |                                    | 中央ボヘミア州 | ラコヴニーク郡 |
| 174    | ラコヴニーク駅                             | 4.2          | 42.3         | ■  | ■  | 120号線、126号線、161号線、162号線 | 中央ボヘミア州 | ラコヴニーク郡 |